# Günter Eisinger
Günter Eisinger (* 8. Mai 1929 in Berlin; † 13. August 2019 in Potsdam) war ein deutscher Kameramann und Drehbuchautor.
Günter Eisinger arbeitete für die DDR-Filmfirma DEFA von Anfang der 1950er Jahre bis zur Wiedervereinigung. In dieser Zeit wirkte er an 45 Produktionen als Kameramann und bei drei Fernsehfilmen am Drehbuch mit.

## Filmografie (Auswahl)
- 1954: Hexen
- 1955: Wer seine Frau lieb hat …
- 1955: Hotelboy Ed Martin
- 1956: Drei Mädchen im Endspiel
- 1957: Der Fackelträger
- 1958: Der junge Engländer
- 1960: Kein Ärger mit Cleopatra
- 1961: Das hölzerne Kälbchen
- 1967: Der Revolver des Corporals
- 1968: Ich – Axel Cäsar Springer (Fernsehserie, 4 Folgen)
- 1972: Die Bilder des Zeugen Schattmann
- 1973: Rotfuchs
- 1975–1990: Polizeiruf 110 (Fernsehreihe)
  - 1975:  Der Mann
  - 1977:  Kollision
  - 1979:  Die letzte Fahrt
  - 1981:  Der Teufel hat den Schnaps gemacht
  - 1988:  Still wie die Nacht
  - 1990:  Warum ich …
- 1979: Karlchen, durchhalten! (TV)
- 1980: Solo für Martina (Fernsehfilm)
- 1981: Feuerdrachen
- 1981: Schuleule Paula
- 1986: Treffpunkt Flughafen (Fernsehserie, 8 Folgen)
- 1991: Luv und Lee (Fernsehserie, 7 Folgen)